# Segestria pacifica
Segestria pacifica är en spindelart som beskrevs av Banks 1891. Segestria pacifica ingår i släktet ormspindlar, och familjen sexögonspindlar. Inga underarter finns listade i Catalogue of Life.